# N2 (Marokko)
De N2 is een nationale autoroute in het noorden van Marokko. Het verbindt de noordwestelijke havenstad Tanger met de stad Oujda in het oosten van Marokko, aan de grens met Algerije.
Marokko kent een aantal nationale hoofdwegen. Deze N-wegen vormen de hoofdaders in het land naast het netwerk van betaalde autosnelwegen, de A-routes.

## Route
De N2 volgt in grote lijnen de kustlijn, meestal zo'n 20-40 kilometer landinwaarts.
Vanaf de start in Tanger loopt de weg in zuidoostelijke richting naar Tétouan. Vervolgens gebruikt ze de N13 in zuidelijke richting tot Derdara. Daarna vervolgt de N2 zijn oostelijke richting naar Ketama.
Daarna loopt de weg richting kust naar Al Hoceima en gaat vervolgens weer landinwaarts om via het Rifgebergte vlak langs Nador le lopen. Daarna loopt de N2 in oostelijke en zuidoostelijke richting om te eindigen in Oujda.

## Alternatieven
Zuidelijk van deze N2 loopt de N6, de verbinding vanaf Rabat via Fez en Meknes naar Oujda. De N6 zal grotendeels vervangen worden door de tolweg A2 die nu nog eindigt in Meknes. Een verlenging naar Oujda is in aanbouw.